# Actinella carinofausta
Actinella carinofausta е вид коремоного от семейство Hygromiidae. Видът е застрашен от изчезване.

## Разпространение
Видът е разпространен в Португалия (Мадейра).